# Campeonato Mundial de Atletismo de 2007 - 800 m masculino
A competição dos 800 metros masculino no Campeonato Mundial de Atletismo de 2007 foi realizada no Estádio Nagai, em Osaka, no Japão, entre os dias 30 de agosto a 2 de setembro de 2007.

## Recordes
Antes desta competição, os recordes mundiais e do campeonato nesta prova eram os seguintes:
| Tipo                  | Atleta           | Tempo   | Local   | Data                  |
| --------------------- | ---------------- | ------- | ------- | --------------------- |
|                       | Wilson Kipketer  | 1:41.11 | Colônia | 24 de agosto de 1997  |
| Recorde do campeonato | Billy Konchellah | 1:43.06 | Roma    | 1 de setembro de 1987 |

## Medalhistas
| Ouro                    | Prata           | Bronze                   |
| Alfred Kirwa Yego (KEN) | Gary Reed (CAN) | Yuriy Borzakovskiy (RUS) |

## Calendário
Todos os horários estão no horário local (UTC+9)
| Data          | Horário | Fase          |
| ------------- | ------- | ------------- |
| 30 de agosto  | 19:40   | Eliminatórias |
| 31 de agosto  | 20:05   | Semifinal     |
| 2 de setembro | 19:55   | Final         |

## Resultados

### Eliminatórias
Qualificação: Os 3 primeiros de cada bateria (Q) e os 6 melhores tempos (q) avançam para as semifinais.
| Pos. | Bateria | Atleta                   | Nacionalidade  | Tempo    | Notas                |
| ---- | ------- | ------------------------ | -------------- | -------- | -------------------- |
| 1    | 6       | Yusuf Saad Kamel         | Bahrein        | 1:45.25  | Q                    |
| 2    | 4       | Alfred Kirwa Yego        | Quênia         | 1:45.52  | Q,                   |
| 3    | 3       | Mbulaeni Mulaudzi        | África do Sul  | 1:45.56  | Q                    |
| 4    | 5       | Mohammed Al-Salhi        | Arábia Saudita | 1:45.58  | Q                    |
| 5    | 3       | Rashid Ramzi             | Bahrein        | 1:45.64  | Q,                   |
| 6    | 3       | Dmitriy Bogdanov         | Rússia         | 1:45.66  | Q                    |
| 6    | 4       | Michael Rimmer           | Grã-Bretanha   | 1:45.66  | Q                    |
| 8    | 6       | Abraham Chepkirwok       | Uganda         | 1:45.68  | Q                    |
| 9    | 4       | Dmitrijs Miļkevičs       | Letônia        | 1:45.72  | Q                    |
| 10   | 3       | Fabiano Peçanha          | Brasil         | 1:45.77  | q                    |
| 11   | 4       | Khadevis Robinson        | Estados Unidos | 1:45.78  | q                    |
| 12   | 5       | Yuriy Borzakovskiy       | Rússia         | 1:45.79  | Q                    |
| 13   | 5       | Wilfred Bungei           | Quênia         | 1:45.79  | Q                    |
| 14   | 6       | Mohammad Al-Azemi        | Kuwait         | 1:45.85  | Q                    |
| 15   | 4       | Manuel Olmedo            | Espanha        | 1:45.90  | q                    |
| 15   | 5       | Yassine Bensghir         | Marrocos       | 1:45.90  | q,                   |
| 17   | 1       | Amine Laâlou             | Marrocos       | 1:46.00  | Q                    |
| 17   | 2       | Gary Reed                | Canadá         | 1:46.00  | Q                    |
| 19   | 2       | Nabil Madi               | Argélia        | 1:46.02  | Q                    |
| 20   | 2       | Justus Koech             | Quênia         | 1:46.08  | Q                    |
| 21   | 1       | Nick Symmonds            | Estados Unidos | 1:46.16  | Q                    |
| 21   | 6       | Mouhssin Chehibi         | Marrocos       | 1:46.16  | q                    |
| 23   | 1       | Kléberson Davide         | Brasil         | 1:46.17  | Q                    |
| 24   | 5       | Abdoulaye Wagne          | Senegal        | 1:46.20  | q                    |
| 25   | 6       | Samwel Mwera             | Tanzânia       | 1:46.24  | Recorde da temporada |
| 26   | 3       | Yeimer López             | Cuba           | 1:46.28  |                      |
| 27   | 4       | Eduard Villanueva        | Venezuela      | 1:46.33  | Recorde pessoal      |
| 28   | 1       | Belal Mansoor Ali        | Bahrein        | 1:46.34  |                      |
| 29   | 2       | Antonio Manuel Reina     | Espanha        | 1:46.35  |                      |
| 30   | 5       | Abubaker Kaki Khamis     | Sudão          | 1:46.38  |                      |
| 31   | 3       | Mattias Claesson         | Suécia         | 1:46.43  | Recorde pessoal      |
| 32   | 4       | David Campbell           | Irlanda        | 1:46.47  |                      |
| 33   | 6       | Jozef Repcìk             | Eslováquia     | 1:46.53  |                      |
| 34   | 3       | Eugenio Barrios          | Espanha        | 1:46.62  |                      |
| 35   | 1       | Achraf Tadili            | Canadá         | 1:46.73  |                      |
| 36   | 1       | Sajjad Moradi            | Irão           | 1:46.75  |                      |
| 37   | 3       | Bram Som                 | Países Baixos  | 1:46.81  |                      |
| 38   | 5       | Masato Yokota            | Japão          | 1:47.16  | Recorde pessoal      |
| 39   | 2       | Arnoud Okken             | Países Baixos  | 1:47.23  |                      |
| 40   | 2       | Jeffrey Riseley          | Austrália      | 1:47.44  |                      |
| 41   | 2       | Aunese Curreen           | Samoa          | 1:47.72  | Recorde nacional     |
| 42   | 4       | Fadrique Iglesias        | Bolívia        | 1:48.42  |                      |
| 43   | 6       | Duane Solomon            | Estados Unidos | 1:48.95  |                      |
| 44   | 5       | Mahamoud Farah           | Djibuti        | 1:49.06  |                      |
| 45   | 6       | Souleymane Ould Chebal   | Mauritânia     | 1:56.45  | Recorde da temporada |
| 46   | 1       | Mohammed Ahmed Al-Yafaee | Iêmen          | 1:56.55  |                      |
| 99 ! | 1       | Ismail Ahmed Ismail      | Sudão          | 9:99.9 ! | DNF                  |
| 99 ! | 2       | Ivan Heshko              | Ucrânia        | 9:99.9 ! | DNS                  |

### Semifinal
Qualificação: Os 2 primeiros de cada bateria (Q) e os 2 melhores tempos (q) avançam para as finais.
| Pos. | Bateria | Atleta             | Nacionalidade  | Tempo   | Notas                |
| ---- | ------- | ------------------ | -------------- | ------- | -------------------- |
| 1    | 1       | Alfred Kirwa Yego  | Quênia         | 1:44.54 | Q,                   |
| 2    | 1       | Mbulaeni Mulaudzi  | África do Sul  | 1:44.71 | Q                    |
| 3    | 1       | Abraham Chepkirwok | Uganda         | 1:44.84 | q                    |
| 4    | 2       | Gary Reed          | Canadá         | 1:44.92 | Q                    |
| 5    | 2       | Amine Laâlou       | Marrocos       | 1:45.11 | Q                    |
| 6    | 3       | Yuriy Borzakovskiy | Rússia         | 1:45.12 | Q                    |
| 7    | 3       | Wilfred Bungei     | Quênia         | 1:45.20 | Q                    |
| 8    | 3       | Mohammed Al-Salhi  | Arábia Saudita | 1:45.23 | q                    |
| 9    | 3       | Yusuf Saad Kamel   | Bahrein        | 1:45.31 |                      |
| 10   | 2       | Dmitriy Bogdanov   | Rússia         | 1:45.36 | Recorde da temporada |
| 11   | 1       | Khadevis Robinson  | Estados Unidos | 1:45.45 |                      |
| 12   | 2       | Nabil Madi         | Argélia        | 1:45.59 |                      |
| 13   | 2       | Manuel Olmedo      | Espanha        | 1:45.61 |                      |
| 14   | 1       | Fabiano Peçanha    | Brasil         | 1:45.95 |                      |
| 15   | 1       | Dmitrijs Miļkevičs | Letônia        | 1:46.27 |                      |
| 16   | 2       | Nick Symmonds      | Estados Unidos | 1:46.41 |                      |
| 17   | 3       | Kléberson Davide   | Brasil         | 1:46.45 |                      |
| 18   | 1       | Abdoulaye Wagne    | Senegal        | 1:46.49 |                      |
| 19   | 2       | Justus Koech       | Quênia         | 1:46.86 |                      |
| 20   | 3       | Michael Rimmer     | Grã-Bretanha   | 1:47.39 |                      |
| 21   | 2       | Rashid Ramzi       | Bahrein        | 1:47.76 |                      |
| 22   | 3       | Yassine Bensghir   | Marrocos       | 1:48.04 |                      |
| 23   | 3       | Mohammad Al-Azemi  | Kuwait         | 1:50.28 |                      |
| 24   | 1       | Mouhssin Chehibi   | Marrocos       | 1:51.31 |                      |

### Final
A final ocorreu dia 2 de setembro às 19:55.
| Pos.              | Atleta             | Nacionalidade  | Tempo   | Notas |
| ----------------- | ------------------ | -------------- | ------- | ----- |
| Medalha de ouro   | Alfred Kirwa Yego  | Quênia         | 1:47.09 |       |
| Medalha de prata  | Gary Reed          | Canadá         | 1:47.10 |       |
| Medalha de bronze | Yuriy Borzakovskiy | Rússia         | 1:47.39 |       |
| 4                 | Abraham Chepkirwok | Uganda         | 1:47.41 |       |
| 5                 | Wilfred Bungei     | Quênia         | 1:47.42 |       |
| 6                 | Amine Laâlou       | Marrocos       | 1:47.45 |       |
| 7                 | Mbulaeni Mulaudzi  | África do Sul  | 1:47.52 |       |
| 8                 | Mohammed Al-Salhi  | Arábia Saudita | 1:47.58 |       |

Legenda
| Recorde mundial       | Recorde mundial (World record)               |                       | Recorde africano                      | Recorde africano (African) |                                           | Q | Classificado por posição (Qualified) |
| Recorde do campeonato | Recorde do campeonato (Championship record)  | Recorde da América    | Recorde da América (Americas)         | q                          | Classificado por melhor tempo (Qualified) |   |                                      |
| Melhor marca do ano   | Melhor marca do ano (World leading)          | Recorde asiático      | Recorde asiático (Asian)              | DNS                        | Não largou (Did not start)                |   |                                      |
| Recorde nacional      | Recorde nacional (National record)           | Recorde europeu       | Recorde europeu (European)            | DNF                        | Não terminou (Did not finish)             |   |                                      |
| Recorde pessoal       | Recorde pessoal do atleta (Personal best)    | Recorde da Oceania    | Recorde da Oceania (Oceania)          | DSQ / DQ                   | Desclassificado (Disqualified)            |   |                                      |
| Recorde da temporada  | Recorde da temporada do atleta (Season best) | Recorde sul-americano | Recorde sul-americano (South America) | NM                         | Sem marca (No mark)                       |   |                                      |